# Andromède XI
Ne doit pas être confondu avec Xi Andromedae.
Andromède XI est une galaxie naine du Groupe local. Elle a été découverte en 2006.